# Autoriteit Consument en Markt

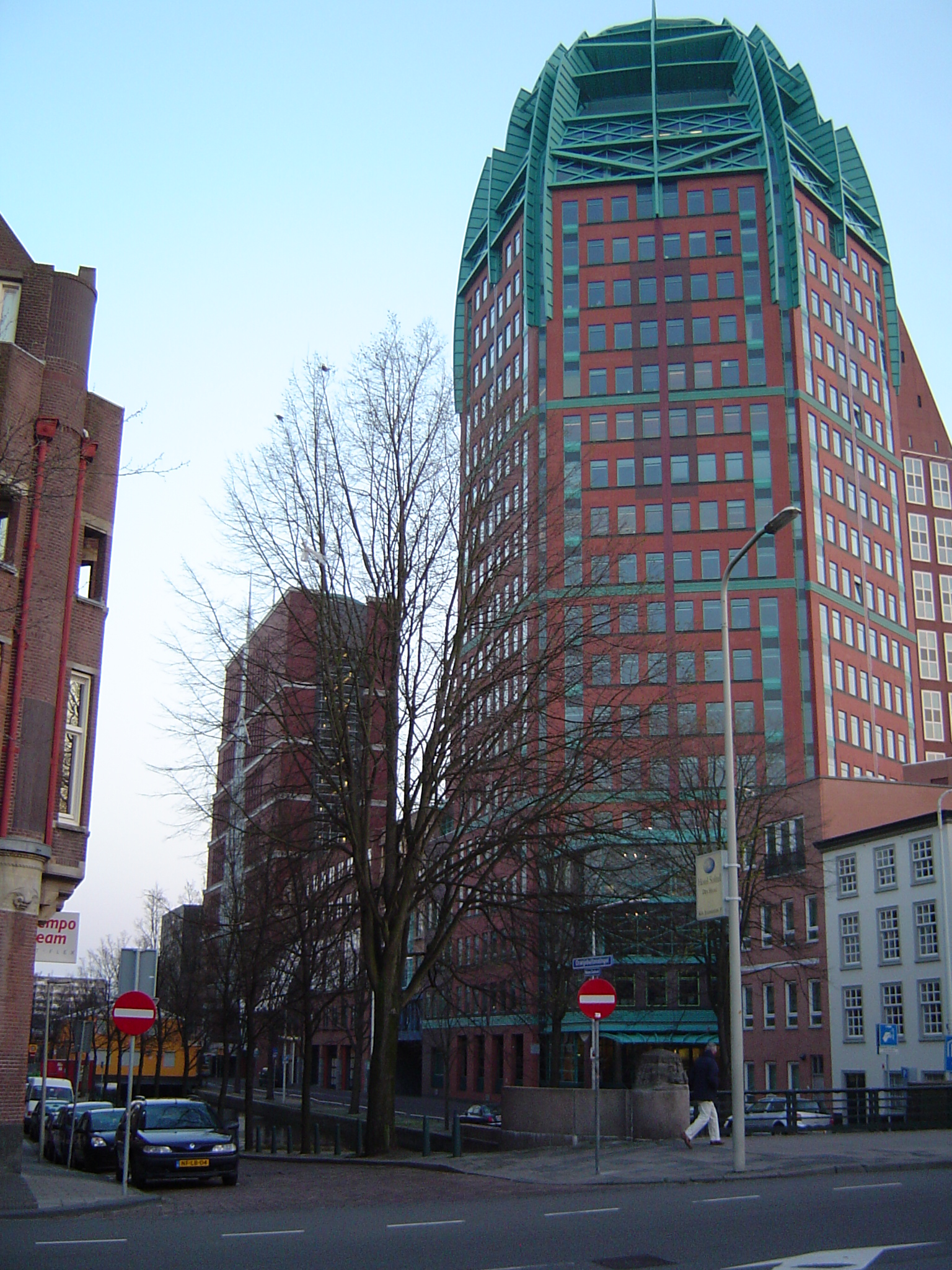
Zurichtoren, Sitz der ACM

Die Autoriteit Consument en Markt (ACM) ist die niederländische Verbraucher- und Marktaufsichtsbehörde mit Sitz in Den Haag. Die ACM ist im Gremium europäischer Regulierungsstellen für elektronische Kommunikation (GEREK) vertreten.

## Geschichte
Die Behörde entstand 2013 aus der Zusammenlegung der Behörde für Verbraucherschutz (Consumentenautoriteit, CA) mit den Aufsichtsbehörden für die Überwachung von Wettbewerb (Nederlandse Mededingingsautoriteit, NMa) und der Post- und Telekommunikation (Onafhankelijke Post en Telecommunicatie Autoriteit, OPTA).
Zudem ist sie die in Artikel 5 Buchstabe a der Verordnung (EU) 2017/2394 des Europäischen Parlaments und des Rates über die Zusammenarbeit zwischen den für die Durchsetzung der Verbraucherschutzgesetze zuständigen nationalen Behörden und zur Aufhebung der Verordnung (EG) Nr. 2006/2004 genannte zuständige Behörde für die Niederlande.

## Struktur
Die ACM gliedert sich in folgende Direktionen (Stand Mai 2025):
- Directie Consumenten: Edwin van Houten
- Directie Toezicht Energie: Michiel Denkers
- Directie Juridische Zaken: Monique van Oers
- Economisch Bureau/Academie: Paul de Bijl
- Directie Mededinging: Remko Bos
- Directie Bedrijfsvoering: Guus Sjouke
- Directie Zorg: Remko Bos (vertretungsweise)
- Programmadirectie i-domein: Bart Broers
- Directie Telecom, Vervoer en Post: Annemarie Sipkes
- Directie Bestuur, Beleid en Communicatie: Hélène Borburgh (zeitweise abwesend), Sander van Wesemael (vertretungsweise)

## Entscheidungen
2015 wurden wegen Verstößen gegen Netzneutralität im Internetzugangsdienst Strafen gegen die Provider KPN und Vodafone in Höhe von 250.000 Euro bzw. 200.000 Euro verhängt.
2017 wurden die Nederlandse Spoorwegen wegen missbräuchlicher Preisgestaltung zu einer Geldzahlung verurteilt.

## Entscheidungen Dritter
Im Jahr 2020 wurde vom Gerichtshof der Europäischen Union in einem Vorabentscheidungsverfahren mit Bezug zur ACM entschieden, dass eine Firma, die nicht direkt, sondern nur indirekt über ein regionales Netz, an das nationale Stromnetz angeschlossen ist, auch gegen einen nationalen Betreiber Beschwerde bei der Autoriteit Consument en Markt einlegen kann.